# 行信

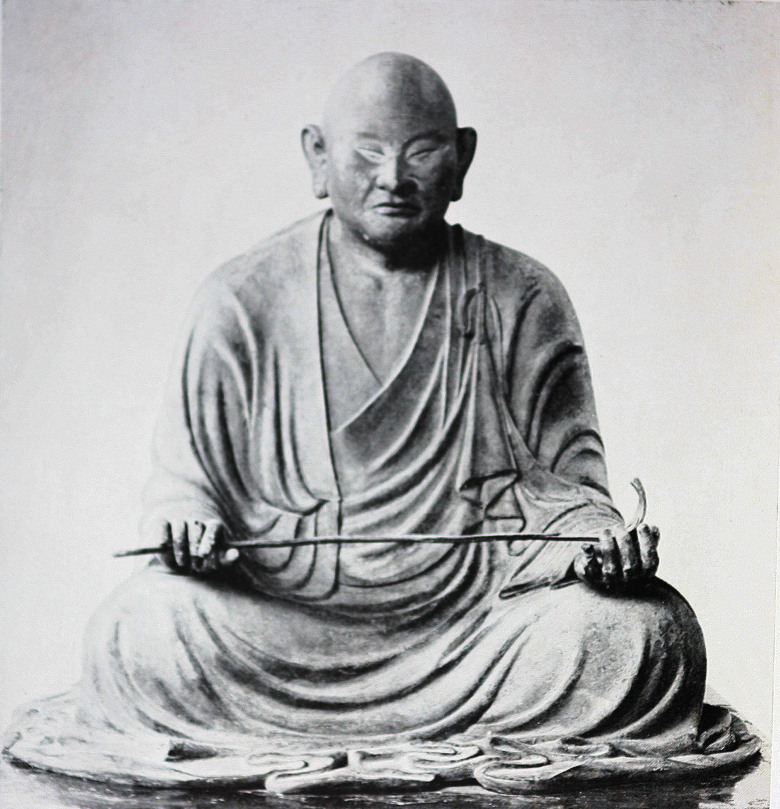
法隆寺夢殿所在の行信像

行信（ぎょうしん、生没年不詳）は、奈良時代の僧。
738年（天平10年）律師に任じられ、この頃から法隆寺東院の復興に尽力。748年（天平20年）大僧都として諸寺資財帳に署名している。750年（天平勝宝2年）に没したという所伝があるが、その後も生存していたことを示す資料もあり、754年（天平勝宝6年）厭魅（まじないで呪い殺す）の罪により下野薬師寺に左遷された薬師寺の行信と同一人物と見る説もある。没後に完成した神護景雲元年（＝767年）九月の跋（あとがき）を持つ「行信発願経」が法隆寺に残されている。